# IC 4803
IC 4803 ist eine Spiralgalaxie vom Hubble-Typ S im Sternbild Pfau am Südsternhimmel. Sie ist schätzungsweise 231 Millionen Lichtjahre von der Milchstraße entfernt und hat einen Durchmesser von etwa 50.000 Lichtjahren.

Das Objekt wurde am 13. August 1901 von DeLisle Stewart.